# نائمات
النائمات (الاسم العلمي: Hypnales)، هو الاسم النباتي لرتبة نباتات طحلبية أو الطحالب المورقة. تسمى هذه المجموعة أحيانًا طحالب الريش، في إشارة إلى سيقانها المتفرعة. تضم الرتبة أكثر من 40 فصيلة وأكثر من 4000 نوع، مما يجعلها أكبر رتبة من الحزاز.